# Lyconotus
Lyconotus es un género de escarabajos de alas de red perteneciente a la familia Lycidae. Hay una especie descrita en Lyconotus: L. lateral .   